# Ракитово (община)
Община Ракитово се намира в Южна България и е една от съставните общини на област Пазарджик.

## География

### Географско положение, граници, големина
Общината е разположена в южната централна част на област Пазарджик. С площта си от 246,438 km2 заема 7-о място сред 12-те общините на областта, което съставлява 5,5% от територията на областта. Границите ѝ са следните:
- на север – община Септември;
- на североизток – община Пазарджик;
- на изток – община Пещера;
- на югоизток – община Батак;
- на запад – община Велинград.

### Природни ресурси

#### Релеф
Релефът на общината е високо и средно планински, а в централната ѝ част равнинен, като територията ѝ изцяло попада в пределите на Западните Родопи.
Южната половина на общината е заета от северозападните, най-високи части на Баташка планина. В крайния югозападен ъгъл на общината, на границата с община Велинград се издига най-високата точка на планината и на общината – връх Голяма Сюткя 2186 m.
В останалата северна и североизточна част се простират югозападните полегати склонове на западнородопския рид Къркария. На около 5 km североизточно от село Дорково, на границата с община Пазарджик се извисява най-високият връх на рида Калчиш 1475 m.
В крайния северен ъгъл на община Ракитово, северозападно от проломната долина на Чепинска река в пределите на общината попадат много малка част от югозападните стръмни склонове на друг западнородопски рид – Алабак.
Районът между Баташка планина на юг и Къркария на север в средата на общината се заема от източната, висока част на Чепинската котловина.
Най-ниската точка на общината от 458 m н.в. се намира в коритото на Чепинска река в близост до жп гара Цепина.

#### Води
В северната част на общината, на протежение от около 4 – 5 km в много дълбока проломна долина протича част от долното течение на Чепинска река.
Основна водна артерия на общината е река Мътница. Тя изтича от язовир Батак като тече в началото на североизток, а след това на северозапад в дълбока и залесена долина. Североизточно от село Дорково завива на югозапад и навлиза в Чепинската котловина, където преминава през град Костандово, завива на запад и напуска пределите на общината. Нейни основни притоци са Връбница и Ракитовска Стара река (леви).
Южната част на общината се отводнява от река Лепеница (десен приток на Чепинска река), водеща началото си от подножието на връх Голяма Сюткя и нейните малки притоци.

## Население

### Етнически състав
Преброяване на населението през 2011 г.
Численост и дял на етническите групи според преброяването на населението през 2011 г., по населени места (подредени по численост на населението):
| Населено място | Численост | Численост | Численост | Численост | Численост | Численост           | Численост     | Населено място | Дял (в %) | Дял (в %) | Дял (в %) | Дял (в %) | Дял (в %)           | Дял (в %)    |
| Населено място | Общо      | Българи   | Турци     | Цигани    | Други     | Не се самоопределят | Не отговорили | Населено място | Българи   | Турци     | Цигани    | Други     | Не се самоопределят | Неотговорили |
| Общо           | 15 064    | 8234      | 40        | 2373      | 54        | 171                 | 4192          | 100.00         | 54.66     | 0.26      | 15.75     | 0.35      | 1.13                | 27.82        |
| -------------- | --------- | --------- | --------- | --------- | --------- | ------------------- | ------------- | -------------- | --------- | --------- | --------- | --------- | ------------------- | ------------ |
| Ракитово       | 8122      | 4426      | 24        | 1829      | 29        | 130                 | 1684          | Ракитово       | 54.49     | 0.29      | 22.51     | 0.35      | 1.60                | 20.73        |
| Костандово     | 4168      | 2153      |           | 381       |           | 24                  | 1601          | Костандово     | 51.65     |           | 9.14      |           | 0.57                | 38.41        |
| Дорково        | 2774      | 1655      |           | 163       |           | 17                  | 907           | Дорково        | 59.66     |           | 5.87      |           | 0.61                | 32.69        |

### Раждаемост, смъртност и естествен прираст
Раждаемост, смъртност и естествен прираст през годините, според данни на НСИ:
|      | Коефициент на раждаемост (в ‰) | Коефициент на смъртност (в ‰) | Коефициент на естествен прираст (в ‰) |
| 2003 | 12.2                           | 9.8                           | +2.4                                  |
| 2005 | 12.8                           | 9.7                           | +3.1                                  |
| 2008 | 12.3                           | 9.9                           | +2.4                                  |
| 2010 | 12.1                           | 10.9                          | +1.2                                  |
| 2012 | 12.4                           | 12.4                          | +0,0                                  |
| 2014 | 11.9                           | 13.1                          | -1.2                                  |
| 2015 | 11.0                           | 15.2                          | -4.2                                  |
| 2016 | 10.1                           | 11.8                          | -1.7                                  |
| 2019 | 9.8                            | 13.5                          | -3.7                                  |
| 2020 | 10.6                           | 15.6                          | -5.0                                  |

### Населени места
Общината има 3 населени места с общо население 13 490 жители към 7 септември 2021 г.
| Населено място | Население (2021 г.) | Площ на землището km2 | Забележка (старо име) | Населено място | Население (2021 г.) | Площ на землището km2 | Забележка (старо име)           |
| -------------- | ------------------- | --------------------- | --------------------- | -------------- | ------------------- | --------------------- | ------------------------------- |
| Дорково        | 2472                | 79,459                |                       | Ракитово       | 6997                | 117,099               |                                 |
| Костандово     | 4021                | 49,880                |                       | ОБЩО           | 13490               | 246,438               | няма населени места без землища |

## Административно-териториални промени
- Указ № 546/обн. 15.09.1964 г. – признава с. Ракитово за с.гр.т. Ракитово;
- Указ № 829/обн. 29.08.1969 г. – признава с.гр.т. Ракитово за гр. Ракитово;
- Реш. МС № 615/обн. 16.09.2003 г. – признава с. Костандово за гр. Костандово.

## Транспорт
През северната част на общината, по долината на Чепинска река преминава участък от 4 km от трасето на теснолинейната жп линия Септември – Велинград – Добринище (от km 13,7 до km 17,7).
През общината преминават частично 2 пътя от Републиканската пътна мрежа на България с обща дължина 23,7 km:
- участък от 11,2 km от Републикански път II-84 (от km 18,2 до km 29,4);
- последният участък от 12,5 km от Републикански път III-376 (от km 5 до km 17,5).

## Топографска карта
- Лист от карта K-35-61. Мащаб: 1 : 100 000.
- Лист от карта K-35-73. Мащаб: 1 : 100 000.